# 王可信
王可信（1518年—？），字子忠，號松巖，直隸順德府平鄉縣人，民籍，明朝政治人物。

## 生平
嘉靖二十五年（1546年）丙午科順天府鄉試第三十三名舉人。嘉靖三十二年（1553年）中式癸丑科會試第二百六十四名，三甲第二百六十九名進士。礼部观政，授江西庐陵知县，升户部主事，历员外、郎中，出知襄阳府。隆慶元年（1567年）五月升河东都转运盐使。

## 家族
曾祖王璧，典史；祖父王寅，知縣；父王崇德，教授。母孫氏。弟可任（生员）、可倚、可使、可佳。